# Tuzi
Tuzi es una pequeña localidad situada en el sureste del país balcánico de Montenegro que se encuentra en la Municipalidad de Tuzi, a 8 kilómetros de la capital nacional. Según el censo realizado en 2011 cuenta con 4.748 habitantes.

## Toponimia
El nombre de la localidad proviene de 1344 y es en honor a Llesh Tuzi que vivió en la zona y fue un personaje muy importante.

## Historia
El pueblo aparece mencionado por primera vez en unos escritos de misioneros franciscanos en 1222 Tuzi es el lugar en el que se llevó a cabo el levantamiento de Albania frente a los otomanos en el 1453 por mediación de Skanderbeg, además el pueblo fue el último en ser conquistado por estos y el primero en reclamar la independencia. La famosa victoria de los albaneses en la batalla de Deçiq tuvo en lugar en el pueblo, lo que permitió la independencia de Albania

## Geografía
El pueblo se encuentra situado a medio camino entre Podgorica y la frontera con el vecino país de Albania, a unos 15 kilómetros del Lago Skadar y a 8 de la capital nacional.

## Política
En la actualidad se han ido realizado movimientos por parte de la población con el fin de lograr que el pueblo pueda poseer su propio al alcalde sin necesidad de tener que depender de Miomir Mugoša (alcalde de Podgorica). También han surgido aunque sin mucho éxito movimientos que reclaman la formación de un municipio solo para la localidad y los pueblos y aldeas circundantes que sea independiente del de Podgorica y pueda autogobernarse como hacen los demás.
Es por eso que, en 2019, la región consiguió algunas diferenciaciones con respecto a la capital, como el nuevo código para las matrículas.

## Demografía
En la localidad viven 4.748 habitantes según el censo del año 2011 y en toda la zona la población es de 12.096 personas. El pueblo es el principal centro urbano de la región de Malësia, ello se debe a que muchas familias de otras aldeas se desplazan a Tuzi debido a su mejor nivel de vida.

## Deporte
El principal deporte en el pueblo al igual que en el resto del país es el fútbol y en el destaca el Fudbalski Klub Dečić Tuzi que militó en Primera División las 6 temporadas iniciales de manera consecutiva y que en la actualidad lo hace en Segunda División, juega sus partidos como local en el Estadio Tuško Polje que se encuentra en la localidad.

## Ciudades hermanadas
- Rochester Hills, desde el 2007